# Brijeg (Bośnia i Hercegowina)
Brijeg – wieś w Bośni i Hercegowinie, w Federacji Bośni i Hercegowiny, w kantonie bośniacko-podrińskim, w mieście Goražde. W 2013 roku liczyła 183 mieszkańców, z czego większość stanowili Boszniacy.